# 다섯 남자의 오! 머니
다섯 남자의 오! 머니는 대한민국에서 평일 오전 8시 30분~9시 20분에 텔레비전으로 방송하는 채널A의 경제 프로그램이며, 김부장의 경제특급 후속으로 방영중이다.